# Kémecském
A Kémecském (eredeti cím: My Spy) 2020-ban bemutatott amerikai akció-vígjáték, melyet Jon és Erich Hoeber forgatókönyvéből Peter Segal rendezett. A főszereplők Dave Bautista, Chloe Coleman, Kristen Schaal, Parisa Fitz-Henley és Ken Jeong.
2020. április 8-án az Amazon Studios megvásárolta a film terjesztési jogait, mivel a COVID-19 pandémia világjárvány világszerte bezárta a mozikat. Ezután 2020. június 26-án, digitálisan adták le a Prime Video-on és az Egyesült Államok egyes mozijaiban.
Általánosságban vegyes kritikákat kapott az értékelőktől.

## Szereplők
| Szerep                                                                                          | Színész               | Magyar hang       |
| ----------------------------------------------------------------------------------------------- | --------------------- | ----------------- |
| JJ, CIA-ügynök, akinek feladata Sophie anyjának szemmel tartása, hogy megtalálja bűnöző sógorát | Dave Bautista         | Varga Rókus       |
| Sophie, kilencéves általános iskolás kislány, aki megzsarolja JJ-t, hogy képezze ki kémnek      | Chloe Coleman         | Kobela Kíra       |
| Bobbi, JJ technikus szakértője                                                                  | Kristen Schaal        | Pálfi Kata        |
| Kate, Sophie anyja                                                                              | Parisa Fitz-Henley    | Nemes Takách Kata |
| David Kim, JJ főnöke a CIA-nál                                                                  | Ken Jeong             | Elek Ferenc       |
| Carlos, Sophie meleg szomszédja                                                                 | Devere Rogers         | Renácz Zoltán     |
| Victor Marquez                                                                                  | Greg Bryk             | Király Attila     |
| Christin, CIA-ügynök                                                                            | Nicola Correia-Damude | Bognár Gyöngyvér  |
| Todd, Carlos néma partnere                                                                      | Noah Danby            | nem szólal meg    |